# Hanjiang, Putian
Hanjiang är ett stadsdistrikt i staden Putian på prefekturnivå  i provinsen Fujian i sydöstra Kina.
Hanjiang är indelat i två stadsdelsdistrikt, nio köpingar, en socken och en administrativ enhet på sockennivå.
Stadsdelsdistrikt (jiedao):

- Handong (涵东街道)
- Hanxi (涵西街道)

Köpingar (zhen):

- Baisha (白沙镇)
- Baitang (白塘镇)
- Guohuan (国欢镇)
- Jiangkou (江口镇)
- Qiulu (萩芦镇)
- Sanjiangkou (三江口镇)
- Wutang (梧塘镇)
- Xinxian (新县镇)
- Zhuangbian (庄边镇)

Socken (xiang):

- Dayang (大洋乡)

Område på sockennivå:
- Chigang Kaifaqu utvecklingszon (赤港开发区)